# تپه قیه تپه
تپه قیه تپه مربوط به سده‌های میانه و متاخر دوران‌های تاریخی پس از اسلام است و در شهرستان همدان، بخش شراء، دهستان جیحون دشت، روستای یکله واقع شده و این اثر در تاریخ ۱۸ اسفند ۱۳۸۷ با شمارهٔ ثبت ۲۵۱۶۸ به‌عنوان یکی از آثار ملی ایران به ثبت رسیده است.